# Альтикамелус
Альтикамелус (лат. Aepycamelus, от др.-греч. αἰπύς κάμηλος, ранее Alticamelus, от лат. camelus altus, то и другое значит «высокий верблюд») — доисторический верблюд, живший в миоцене. Его окаменевшие следы были обнаружены в Медном Каньоне, США.

## Описание
Высота альтикамелуса составляла более 3 м. Он имел очень длинные ноги и шею, составляющую половину роста. На спине у него вместо горба имелось небольшое возвышение. Хвост у него был коротким, как и у современных верблюдов имелись копыта. Из-за длинной шеи альтикамелус похож на жирафа, но это конвергентное сходство.

## Образ жизни
Альтикамелус, как и все верблюды — травоядное животное, он мог спокойно ощипывать верхушки деревьев с помощью своей трёхметровой высоты. По следам было определено, что эти древние верблюды передвигались как современные: вначале переставляли обе правые конечности, затем обе левые. Образ жизни альтикамелусов идентичен образу жизни современных верблюдов.

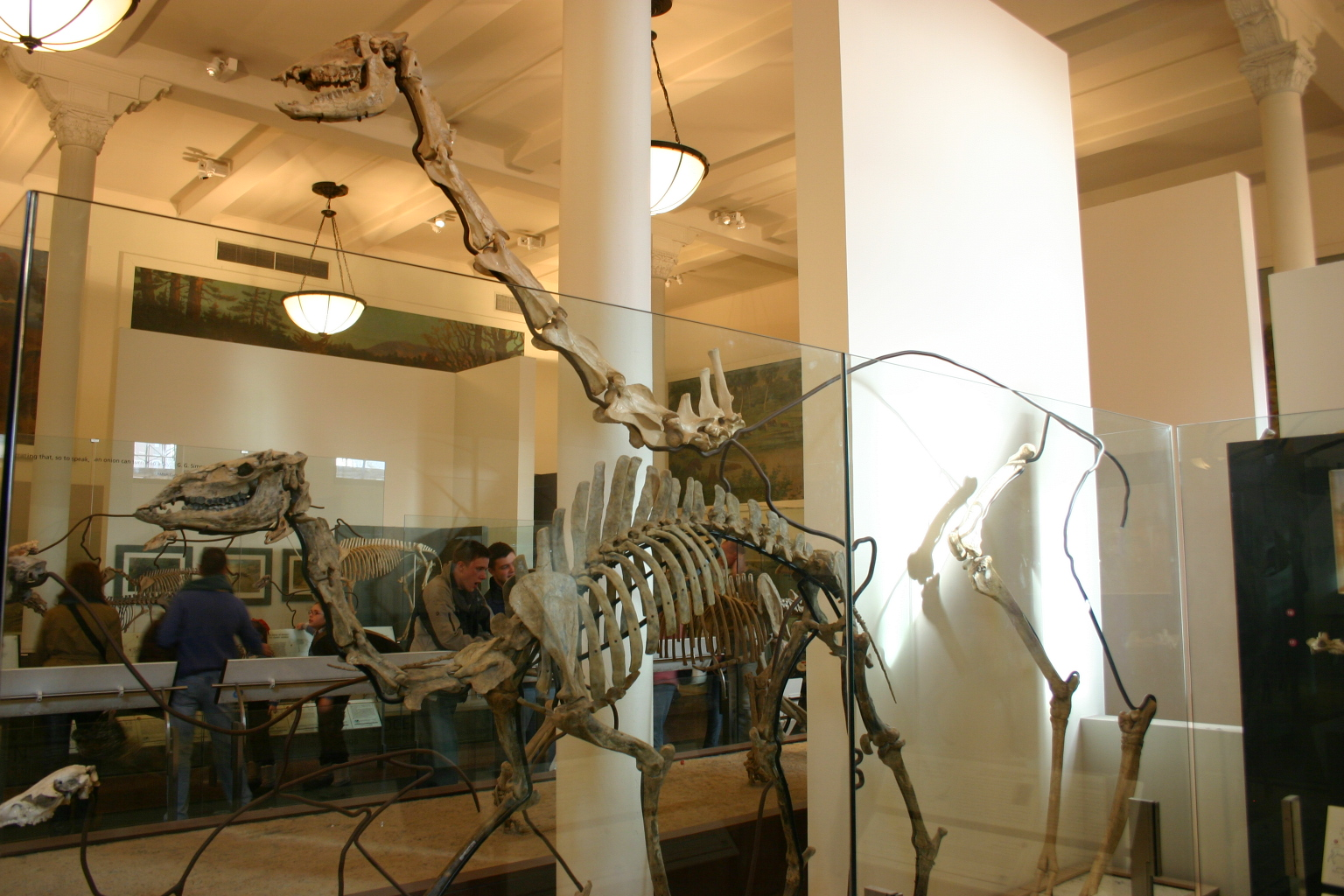
Aepycamelus giraffinus (более высокий) и Procamelus grandis

## Эволюция альтикамелуса
Альтикамелус жил в Северной Америке, где сейчас верблюдов нет. Видимо, альтикамелус перебрался в Южную Америку, где в процессе эволюции появились такие безгорбые верблюды, как ламы. Также, видимо, альтикамелус или верблюды, произошедшие от него, перебрались в Северную Африку, территорию Китая, Монголии, Среднего Востока, где в процессе эволюции появились одногорбые и двугорбые верблюды, которым горб необходим из-за засушливого климата.

## Систематика
По данным сайта Paleobiology Database, на ноябрь 2021 года в род включают 10 вымерших видов:
- Aepycamelus alexandrae
- Aepycamelus bradyi
- Aepycamelus elrodi
- Aepycamelus giraffinus
- Aepycamelus major
- Aepycamelus priscus
- Aepycamelus procerus
- Aepycamelus robustus
- Aepycamelus stocki
- Alticamelus altus